# Le Lauzet-Ubaye
Le Lauzet-Ubaye là một xã ở tỉnh Alpes-de-Haute-Provence, vùng Provence-Alpes-Côte d’Azur ở đông nam nước Pháp.